# Ibros
Ibros er en by og kommune i det sydlige Spanien i provinsen Jaén. Den har et indbyggertal på 2.764 (2024) indbyggere.